# Evander

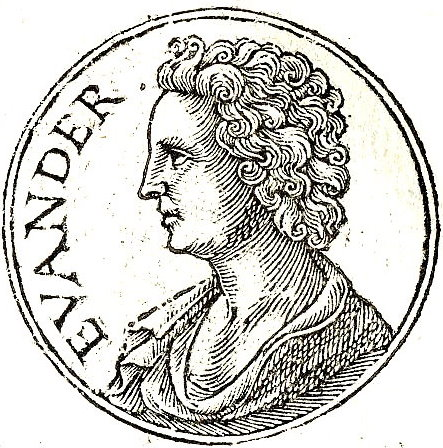
Evander képe Guillaume Rouillé Promptuarii Iconum Insigniorum c. gyűjteményében

Euander (Euandrosz, Evander, Evandrus) a római mitológiában Pallantész árkádiai király fia vagy unokája (más változatban Hermész leszármazottja), maga is árkádiai király. Az anyja Nikosztraté (más változatban Carmenta). Miután anyja felbujtására megölte apját, társaival együtt Itáliába menekült. Kiűzte az őslakosokat (vagy pedig Faunus királytól földet kapott), s ezután Carmenta tanácsára, aki követte őt Latiumba, erődített várost épített egy dombon, melyet Palatinusnak nevezett (vagy az apja, vagy Palanta nevű leánya emlékére, akit Hercules elcsábított, s akit ott temettek el). Faunus néven bevezette az árkádiai Pán kultuszát, valamint Carmentáét, Ceresét, a „lovas” Neptunusét, Victoriáét és a „legyőzhetetlen” Herculesét, megismertette Latium lakóival az írást és a zenét. Vendégül látta Herculest és Aeneast (Aineiasz), akinek megjósolta Róma nagyszerű jövendőjét. Az ő szövetségese lett Turnus, a rutulus törzs vezére ellen vívott háborújában: csapatot küldött Aeneas segítésére Pallantes nevű fia vezérletével, aki elesett a csatában. Evandernek oltárt szenteltek az Aventinuson, ahol évente áldozatot hoztak neki.